# Tubal
Tubal was volgens de volkenlijst een zoon van Jafet (Genesis 10:2; zie ook 1 Kronieken 1:5). Tubals nageslacht zou richting het huidige Rusland getrokken zijn en voor het eerst genoemd door Tiglat-Pileser I, koning van Assyrië (± 1100 v.Chr.); hij zou hen de 'Tabali' hebben genoemd. Flavius Josephus beschreef hen als de 'Thobelieten', die volgens hem in 'Kaukakisch Iberië' (het huidige Georgië) leefden. 
Ze verleenden hun stamnaam zowel aan de rivier de Tobol als aan de befaamde stad Tobolsk, die tegenwoordig nog steeds zo heten. De naam van de huidige hoofdstad van Georgië luidt Tbilisi, dat enige gelijkenis heeft met de naam Tubal.